# Đại dịch cúm Tây Ban Nha 1918
Đại dịch cúm Tây Ban Nha năm 1918 là một đại dịch cúm chết người một cách bất thường, trận đại dịch dịch cúm đầu tiên của hai đại dịch liên quan đến virus cúm A H1N1. Người bệnh sẽ xảy ra các triệu chứng cúm điển hình như ớn lạnh, sốt, mệt mỏi, và thường sẽ hồi phục sau vài ngày. Dịch cúm bùng phát trong giai đoạn cuối của chiến tranh thế giới thứ nhất.
Ở thời điểm đó, người ta không biết nguồn gốc của chủng cúm ở đâu. Nguyên nhân được đặt tên là đại dịch cúm Tây Ban Nha là vì thời điểm 1918 thời kì chiến tranh thế giới thứ nhất đang bùng nổ. Các quốc gia như Hoa Kỳ, Anh, Pháp... ngăn cấm báo chí đăng những nội dung gây ảnh hưởng đến cuộc chiến. Thế nhưng với vị thế Trung lập, Tây Ban Nha không ngăn cản báo chí đăng những nội dung như vậy. Chính vì thế mà mọi người nhầm tưởng Tây Ban Nha bị chịu ảnh hưởng nặng nề bởi dịch bệnh. Cho đến hiện tại việc đặt tên cho dịch bệnh này vẫn còn đang gây tranh cãi. 
Vua Alfonso XIII của Tây Ban Nha cũng đã bị nhiễm cúm.
Hầu hết các đợt bùng phát dịch cúm khác làm tử vong một cách không tương xứng khi giết bệnh nhân vị thành niên, người già, hoặc đã bị suy yếu; Ngược lại dịch bệnh năm 1918 chủ yếu là giết người lớn, trẻ khỏe mạnh trước. Các nghiên cứu hiện đại, sử dụng virus lấy từ thi thể của nạn nhân đông lạnh, đã kết luận rằng virus giết chết bệnh nhân bằng việc gây phát sinh cơn bão cytokine (phản ứng quá mức của hệ miễn dịch của cơ thể). Các phản ứng miễn dịch mạnh mẽ của thanh niên gây tàn phá cơ thể, trong khi hệ thống miễn dịch yếu hơn của trẻ em và người lớn trung niên dẫn đến tử vong ít hơn ở những người này. Có một thực tế rằng, số binh lính Mỹ chết vì cúm còn nhiều hơn bị giết. 40% Hải quân Mỹ bị cúm, 36% quân đội bị bệnh, việc quân đội di chuyển trên các con tàu và xe lửa tăng nguy cơ lây nhiễm dịch bệnh. Số người tử vong vì dịch cúm được ước tính là khoảng 20-50 triệu người, tuy nhiên, cũng có ước tính khác lên đến 100 triệu, tương đương với 1/20 dân số thế giới lúc bấy giờ. Nhưng cho đến nay, chúng ta vẫn không biết được con số chính xác.
Đại dịch cúm Tây Ban Nha đã gây ra thiệt hại nặng nề cho con người, khiến cho nhiều gia đình mất người thân, để lại nhiều góa phụ và trẻ mồ côi. Các nhà tang lễ rơi vào tình trạng quá tải, các thi thể chất đống. Nhiều gia đình đã tự đào mộ cho thành viên của họ. Về mặt kinh tế, tại Hoa Kỳ, nhiều doanh nghiệp phải đóng cửa vì có nhiều nhân viên bị bệnh. Nền nông nghiệp cũng bị ảnh hưởng trầm trọng vì không có đủ công nhân để thu hoạch mùa màng ở các nông trại. Các cơ sở y tế địa phương đóng cửa gây khó khăn trong việc cản trợ sự lây lan của dịch.
Mùa hè năm 1919, dịch bệnh dần trở nên suy yếu do những người nhiễm đã chết hoặc đã có miễn dịch với loại bệnh này. Dù vậy, không hề có phương pháp điều trị nào cũng như không có nỗ lực rộng rãi để ngăn chặn Dịch cúm này. Gần 90 năm sau, các nhà khoa học đã công bố một nhóm gồm ba gen cho phép làm suy yếu ống phế quản và phổi của nạn nhân, nó tạo điều kiện cho bệnh nhân mắc viêm phổi do vi khuẩn. Cho đến nay, dịch cúm Tây Ban Nha vẫn là một dịch bệnh nguy hiểm và gây tàn phá nặng nề trong lịch sử chỉ sau Cái Chết Đen.